# Ostřice šáchorovitá
Ostřice šáchorovitá (Carex bohemica, syn.: Carex cyperoides, Vignea bohemica), je druh jednoděložné rostliny z čeledi šáchorovité (Cyperaceae). Někdy je udávána pod jmény ostřice česká nebo tuřice česká.

## Popis
Jedná se o rostlinu dosahující výšky nejčastěji 10–30 cm, vzácněji v intervalu 5–60 cm. Někdy je vytrvalá, ale často bývá jednoletá, což je v rodě ostřice výjimka, je slabě trsnatá. Listy jsou střídavé, přisedlé, s listovými pochvami. Lodyha je tupě trojhranná, delší než listy. Čepele listů jsou asi 1,5–3,5 mm široké, ploché. Ostřice šáchorovitá patří mezi stejnoklasé ostřice, všechny klásky vypadají víceméně stejně a obsahují samčí i samičí květy. V dolní části klásku jsou samčí květy, v horní samičí. Klásky jsou drobné a početné a jsou hustě shloučeny do kulovité hlávky. Díky tomuto znaku se velmi liší od ostatních ostřic rostoucích v ČR. Na bázi „hlávky“ jsou 3 (někdy až 5) dlouhé listeny, nejdelší z nich je cca 3–15 cm dlouhý. Okvětí chybí. V samčích květech jsou zpravidla 3 tyčinky. Čnělky jsou většinou 2. Plodem je mošnička, která je v obrysu čárkovité kopinatá, bledě zelená až nažloutlá, na okraji s drsným lemem, mošnička je asi 7–10 mm dlouhá, ale většinu z této délky zabírá nápadně dlouhý 2klanný zobánek. Každá mošnička je podepřená plevou, která je za osinatá, na okraji bělavě blanitá. Kvete nejčastěji v červnu až v září. Počet chromozómů: 2n=80.

## Rozšíření
Ostřice šáchorovitá roste na vhodných místech ve větší části Evropy a v Asii.

## Rozšíření v Česku
V ČR roste roztroušeně v oblastech s rybníky, hlavně v nížinách a pahorkatinách, v Čechách je hojnější než na Moravě. Je to druh typický pro obnažená dna. Jelikož pro vývoj tohoto druhu nemusí být příznivý každý rok (ne vždy se rybník vypouští nebo tůň ne vždy vysychá), může se v příznivých letech objevit najednou v obrovském množství a dalších několik nepříznivých let se třeba neobjeví na lokalitě vůbec nebo skoro vůbec.

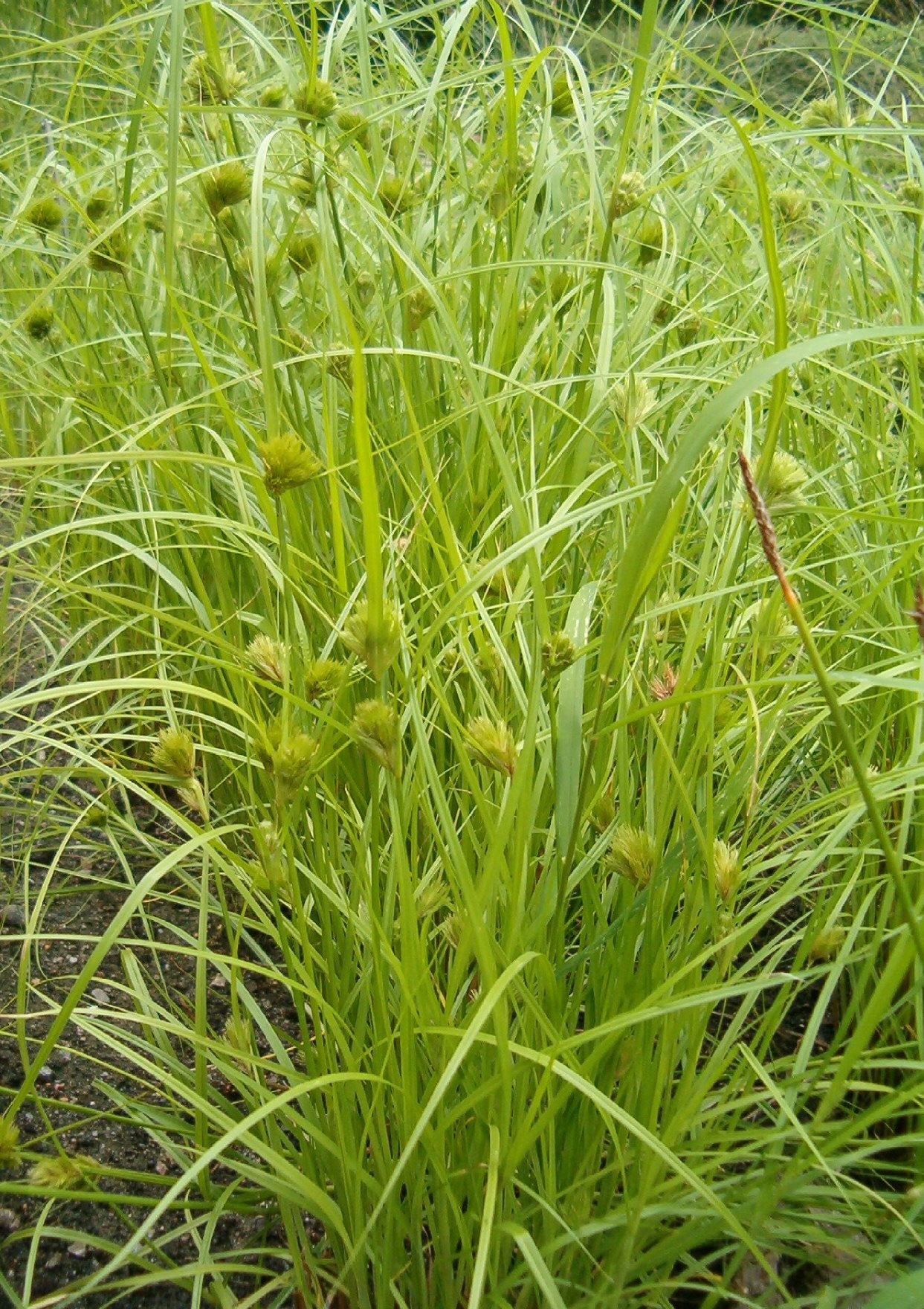
Ostřice šáchorovitá